# Fran Lebowitz
Frances Ann «Fran» Lebowitz (Morristown, Nueva Jersey, 27 de octubre de 1950) es una escritora estadounidense, conocida por sus agudos comentarios sociales acerca de la vida cotidiana estadounidense vista a través de una sensibilidad neoyorquina. Algunos críticos literarios la consideran una Dorothy Parker moderna.

## Biografía
Lebowitz nació y fue criada en Morristown, Nueva Jersey, en el seno de una familia judía practicante. Trabajó en una tienda de helados, Carvel ice-cream mientras iba a una escuela episcopal hasta que fue expulsada por "hostilidad generalizada".
Luego de ser expulsada de un centro de enseñanza secundaria y de recibir un GED, trabajó en varias actividades tales como taxista, venta de cinturones, limpieza de apartamentos (con especialidad en persianas venecianas) o venta de espacios publicitarios para la revista Changes, en la que publicó su primer trabajo así como sus primeras críticas de libros y películas.  Posteriormente fue contratada por Andy Warhol como columnista de la revista Interview, con su columna "I cover the waterfront". A continuación estuvo por un breve período en  Mademoiselle.
Su primer libro fue una colección de ensayos titulado Metropolitan Life, publicado en 1978 y traducido en España como Vida metropolitana. En 1981 publicó Social Studies, publicado en España como Breve manual de urbanidad. Ambos fueron editados en forma conjunta, con un nuevo ensayo introductorio, como The Fran Lebowitz Reader. 
Lebowitz es abiertamente lesbiana.
Es conocida por ser "resistente a la tecnología", no tiene teléfono móvil ni computador.
En septiembre de 2007 fue nominada como una de las mujeres más elegantes del año por la revista Vanity Fair en su 68a. Lista Anual Internacional de las personas mejor vestidas (68th Annual International Best-Dressed List). Es conocida por su activismo en favor de los derechos de los fumadores.

## Carrera profesional
Desde mediados de la década de 1990s, Lebowitz es conocida por su bloqueo del escritor, de la escritora, en este caso. El último libro que publicó fue Mr. Chas and Lisa Sue Meet the Pandas (El Sr Chas y Lisa Sue conocen a los Pandas, de 1994), un libro para niños sobre pandas gigantes que viven en la ciudad de Nueva York y que desean trasladarse a Paris. 
Desde entonces, Lebowitz ha trabajado en varios proyectos para libros que no fueron finalmente terminados. Durante más de dos décadas ha anunciado la escritura de Exterior Signs of Wealth, una postergada novela sobre millonarios que quieren ser artistas y artistas que quieren ser millonarios.
Vanity Fair publicó un primer extracto de su obra Progress in 2004, pero todavía sigue siendo un trabajo en curso. Al hablar sobre su bloqueo como escritora, ha manifestado: "Mi editor—quien, cuando lo presento como mi editor, siempre dice, 'es el trabajo más fácil de toda la ciudad'—dice que la parálisis que tengo respecto a la escritura está causada por excesiva reverencia hacia la palabra escrita, y probablemente tiene razón."
A resultas de su bloqueo como escritora, Lebowitz vive fundamentalmente de sus apariciones en televisión y de dar conferencias. Sobre este tema, ha manifestado que, "Es lo que siempre quise hacer toda mi vida. Que la gente me pregunte y opinar, y que no puedan interrumpirme.” 
Participó varias veces en los primeros tiempos del programa Late Night with David Letterman. El 17 de noviembre de 2010, luego de 16 años de ausencia, participó nuevamente del programa y discutió su prolongado bloqueo de escritor.
Interpretó doce veces el papel de la Juez Janice Goldberg en la serie de televisión Law & Order, entre 2001 y 2007.
El 22 de noviembre de 2010 HBO estrenó Public Speaking, un documental de Martin Scorsese sobre Lebowitz. Incluye varias escenas nocturnas en el bar «Waverly Inn» de Nueva York, el preferido de ambos, con monólogos de Lebowitz y Scorsese detrás de cámara, filmadas luego del cierre del local.
En enero de 2021, la plataforma Netflix estrenó Pretend, It's a city, un documental de Martin Scorsese con nuevas observaciones sobre la vida cotidiana y cultural de New York, con Lebowitz como protagonista.  En España se ha estrenado con el título Supongamos que Nueva York es una ciudad.

## Obras
- Metropolitan Life, Dutton, 1978.  Publicado en español como Vida Metropolitana, Tusquets Editores, 1984. Traducción de Alberto Cardín. ISBN 10: 8472236188 ISBN 13: 9788472236189
- Social Studies, Random House, 1981.  Publicado en español como Breve manual de urbanidad, Tusquets Editores, 1984. Traducción de José Luis Guarner Alonso. ISBN 10: 8472236250ISBN 13: 9788472236257
- The Fran Lebowitz Reader, Vintage Books, 1994.
- Mr. Chas and Lisa Sue Meet the Pandas, Knopf, 1994. (para niños)
- Un día cualquiera en Nueva York. Tusquets, Colección Andanzas, 2024. Trad. Alberto Cardín y José Luis Guarner.